# Russisk fjernøsten
Russisk fjernøsten (russisk: Да́льний Восто́к Росси́и, tr. Dálnij Vostók Rossíi) er den gamle betegnelse for den østligste del af Rusland, distrikterne 1-5 og 7-8 på kortet. Af og til brugtes begrebet Russisk fjernøsten dog kun om den sydlige del af dette område – distrikterne 1, 2, 4, 7 og 8. Der er altså tale om de fjernest liggende, østlige dele af Rusland mellem Bajkalsøen og Stillehavet.
I officiel russisk sprogbrug svarer Russisk fjernøsten til Det Fjernøstlige føderale distrikt, der blev oprettet i år 2000, og dækker dette område og grænser op til Det Sibiriske føderale distrikt mod vest.
I Rusland kaldes regionen oftest bare Fjernøsten (russisk: Дальний Восток). Det, der på dansk kaldes Fjernøsten omtales i stedet som Asien-Stillehavsregionen (russisk: Азиатско-тихоокеанский регион, forkortet til АТР), eller Østasien (russisk: Восточная Азия).

## Geografiske steder
- Bejenchime-Salaatin krateret
- Kljutjevskaja Sopka-vulkanen
- Kurilergraven